# CB Lucentum Alicante
CB Lucentum Alicante ist ein spanischer Basketballverein aus Alicante.

## Geschichte
Der Verein wurde 1994 gegründet. Er durfte direkt in der zweiten spanischen Basketball-Liga, der Liga Española de Baloncesto, starten. Dort überzeugte Lucentum und schaffte es bis ins Halbfinale der Play-offs. In diesem hätte ein Sieg den Aufstieg bedeutet, doch Alicante unterlag Gijón Baloncesto. Die nachfolgenden Saisons verliefen schlechter, die Mannschaft belegte bis zur Saison 1998/99 regelmäßig einen Mittelfeldplatz und kam in den Play-offs nicht über das Viertelfinale hinaus.
Mit dem, mittlerweile bei den New York Knicks spielenden, José Calderón beherrschte das Team in der Saison 1999/00 die Liga. Die Hauptrunde schloss man souverän als Erster ab, im Halbfinale, der entscheidenden Spielserie um den Aufstieg, setzte sich die Mannschaft 3:2 gegen CE Lleida Bàsquet durch. Durch den Sieg im Finale sicherte man sich außerdem noch die Meisterschaft. Zur ersten Erstligasaison in der Liga ACB änderte der Klub seinen Namen in Proaguas Costablanca. Das Team genügte den Ansprüchen der 18 Vereine umfassenden Liga nicht und stieg als Siebzehnter ab. Zurück in Liga 2 und wieder mit dem alten Namen Lucentum aktiv setzte man sich im entscheidenden Halbfinale gegen Ourense Baloncesto durch und stieg wieder auf. Bàsquet Manresa konnte die Mannschaft im Finale bezwingen und bescherte dem Verein damit die zweite Zweitligameisterschaft. In diesem Aufstiegsjahr gewann der Verein außerdem die Copa Príncipe de Asturias, den Pokal der zweiten spanischen Liga.
Das zweite Erstligajahr verlief deutlich besser. Die Hauptserie schloss man als Achter ab, verbunden mit der erstmaligen Teilnahme an den Play-offs um die spanische Meisterschaft. Als Achter musste Lucentum allerdings gegen den Hauptrundenersten, den FC Barcelona antreten. Immerhin eines der vier Spiele gewann Lucentum gegen den Favoriten, der später Meister wurde. Es folgte eine erneute Namensänderung in Etosa Alicante Costablanca. Unter diesem Namen konnte die Mannschaft das gute Ergebnis des Vorjahres nicht bestätigen und wurde Vierzehnter. Die Saison musste die Mannschaft aber auch anfangs mit einer Doppelbelastung spielen, denn der Verein nahm erstmals an einem Europapokal teil. Im ULEB Cup schlug man sich in der Gruppenphase zwar achtbar und gewann immerhin drei der zehn Spiele, schied aber trotzdem aus.
In der Saison 2004/05 schaffte es der Verein zum zweiten Mal in die Play-offs um die Meisterschaft. Mit Platz 5 erreichte man zudem die, bis heute, beste Platzierung nach Abschluss der Hauptrunde in der Liga ACB. Gegen Unicaja Málaga lieferte sich die Mannschaft ein spannendes Duell um den Einzug ins Halbfinale. Alicante führte die Serie nach zwei Spielen überraschend mit 2:0 an, aber Malagá konnte den Vergleich noch mit 3:2 für sich entscheiden. Im Jahr 2006 nahm der Klub ein zweites Mal am ULEB Cup teil und kam dort unter die letzten 16. In der Liga wurde Alicante 12., im Jahr darauf stieg man als Vorletzter zum zweiten Mal nach 2001 ab. Zur Saison 2007/08, die mit dem Ziel direkter Wiederaufstieg angegangen wurde, änderte der Verein seinen Namen ein weiteres Mal. Als Alicante Costablanca verlor man das entscheidende Spiel um den Aufstieg knapp mit 78:79 gegen Tenerife CB. Im Jahr darauf schaffte der Klub diesen Schritt, auch das Finale um den Copa Principe de Asturias wurde gegen den Club Melilla Baloncesto siegreich bestritten.
Pünktlich zur ersten Saison in der Liga ACB seit zwei Jahren änderte man ein weiteres Mal den Vereinsnamen, diesmal in Meridiano Alicante. Die Mannschaft zeigte in den ersten beiden Spielzeiten keine guten Leistungen. Als 15. bzw. 16. entrann man dem Abstieg nur knapp.
In der Saison 2011/12 wurde es immer schwerer, wegen starken finanziellen Engpässen und einer hohen Verschuldung, den Spielbetrieb aufrechtzuerhalten. Die Spieler zeigten sich von den Problemen nicht beeindruckt und erreichten das dritte Mal in der Vereinsgeschichte die Meisterschafts-Play-Offs. Dort hatte Alicante gegen den FC Barcelona keine Chance. Im wichtigsten spanischen Pokalwettbewerb, dem Copa del Rey de Baloncesto, kam man bis ins Viertelfinale und schied dort ebenfalls gegen die Katalanen aus. Zum Ende der Saison stieg der Verein, der wieder in Lucentum Alicante umbenannt wurde, aus finanziellen Gründen, freiwillig in die zweite Liga ab. Den freigewordenen Startplatz in der Liga ABC bekam CB 1939 Canarias.
Derweil versucht Lucentum in der Saison 2012/13 einen Neuaufbau in der Liga Española de Baloncesto.

## Halle
Der Verein trägt seine Heimspiele in der 5.500 Plätze umfassenden Centro de Tecnificación aus.

## Erfolge
- 2× Zweitligameister (2000, 2002)
- 2× Sieger der Copa Príncipe de Asturias (2002, 2009)

## Bekannte (ehemalige) Spieler
- Darryl Middleton (seit 2012)
- Andy Rautins (2011–12)
- Tyrone Ellis (2011–12)
- Vule Avdalović (2009–10)
- Lou Roe (2002–04)
- Pablo Prigioni (2001–03)
- José Calderón (1999–01)